# イージス・ディフェンス・サービシーズ
イージス・ディフェンス・サービシーズ(Aegis Defence Services)は、イギリスの民間軍事会社。イギリス陸軍士官ティム・スパイサーらにより創設された。2015年に、カナダの警備会社ガルダ・ワールドに吸収合併されている。

## イラク戦争での業務
2004年、イージス社はアメリカ国防総省との間で、以下の内容に基づき2億9,300万USドルの契約を結んだ。
1. 武器使用訓練の監督
2. 保安許可の管理
3. 経験豊富な人員の確保
4. 他の民間軍事会社との通信の連携

しかし、社員達への訓練が充実しておらずインフラも揃っていない状態が続き、2005年3月の段階ではその契約の多くを達成しきることができなかった。

## 不祥事
2005年、「イージス」の社員（イギリス陸軍に所属していた南アフリカ人とされている）が民間人の車に向かって銃撃を行い、コントロールを失わせて衝突事故を起こさせる映像が動画投稿サイトにアップロードされるという事件が発生した。
アップロードを行ったのは、当時所属していたロッド・ストーナーであり、「イージス」の社員で警備チームのリーダーであったMatthew Elkin(元アメリカ陸軍レンジャー部隊)がその場に居合わせ、発砲した社員を叱責・発砲を中止させた場面が映像に残されていたとされる。

## 買収
2005年ルビコン・インターナショナル・サービシーズにより買収され、「イージス」の経営は元イギリス国防大臣のニコラス・ソームズと元イギリス陸軍少将のグラハム・ビンが担当することとなった。
2015年にはガルダ・ワールドに買収され、その一部となった。